# Batis occulta
Bátis-oculto ou bátis-da-áfrica-ocidental (Batis occulta) é uma espécie de ave da família Platysteiridae.
Pode ser encontrada nos seguintes países: Camarões, República Centro-Africana, República do Congo, Costa do Marfim, Guiné Equatorial, Gabão, Gana, Libéria, Nigéria e Serra Leoa.
Os seus habitats naturais são: florestas subtropicais ou tropicais húmidas de baixa altitude.